# Dalmatinerfläck
Dalmatinerfläck (Arthonia arthonioides) är en lavart som först beskrevs av Erik Acharius, och fick sitt nu gällande namn av A. L. Sm. Dalmatinerfläck ingår i släktet Arthonia och familjen Arthoniaceae.  Arten är reproducerande i Sverige. Inga underarter finns listade i Catalogue of Life.